# Phare de Punta Lobos
Le phare de Punta Lobos (en espagnol : Faro Punta Lobos) est un phare actif situé à 65 km au sud de Rawson (département de Florentino Ameghino), dans la Province de Chubut en Argentine.
Il est géré par le Servicio de Hidrografía Naval (SHN) de la marine .

## Histoire
Le phare a été mis en service le 20 décembre 1948. À l’origine il fonctionnait au gaz d'acétylène. Actuellement, il a été équipé à  l’énergie solaire avec une installation composée de panneaux solaires photovoltaïques et de batteries. Il n'est plus habité.
Son nom provient  de la présence d'une colonie d'otarie à crinière (ou loup de mer) présente sur cette zone.

## Description
Ce phare  est une tour cylindrique en maçonnerie, avec une galerie et une lanterne de 11 m de haut. La tour est peinte en bandes rouges et blanches et la lanterne est rouge. Il émet, à une hauteur focale de 145 m, deux éclats blancs, séparés par 5 secondes, par période de 15 secondes. Sa portée est de 13.7 milles nautiques (environ 25 km).
Identifiant : ARLHS : ARG-053 - Amirauté : G1080 - NGA : 110-19740.

### Lien connexe
- Liste des phares d'Argentine